# Night Trap
Night Trap ist ein Horror-Adventure von Digital Pictures für das Mega-CD und 32X von Sega. Es gehört innerhalb des Genre zur Untergruppe der interaktiven Filme, d. h. das Spielgeschehen setzt sich aus einer Zusammenstellung von vorab mit Schauspielern gedrehten Full-Motion-Videos zusammen. Das 1992 erstmals veröffentlichte Computerspiel erlangte größere Aufmerksamkeit, als es 1993 namentlich Gegenstand einer Anhörung des US-Senats zum Thema Videospielgewalt wurde. Dies führte in letzter Konsequenz zur Etablierung des amerikanischen Alterseinstufungssystems Entertainment Software Rating Boards (ESRB).

## Handlung
Schauplatz der Handlung ist das Anwesen der Familie Martin. Der Spieler ist Teil einer Untersuchung zum Verschwinden von fünf weiblichen Teenagern, die alle zuvor zum Übernachten im Haus der Martins eingeladen waren, von dort aber nicht zurückkehrten. Nach Angaben der Gastgeber seien diese jedoch alle wohlbehalten am nächsten Tag wieder aufgebrochen. Der Fall wird an die Spezialermittler von S.C.A.T. (je nach Plattform: Sega Control Attack Team bzw. Special Control Attack Team) übergeben, zu denen auch der Spieler gehört. Bei verdeckten Beobachtungen im Vorfeld stießen die Ermittler im Haus auf eine Überwachungszentrale mit Kontrollen über Kameras und verschiedene Fallen, die von ihnen angezapft wurde.
Als erneut sechs Teenager zum Übernachten eingeladen werden, gelingt es S.C.A.T. unbemerkt, unter ihnen die verdeckte Ermittlerin Kelli (Dana Plato) einzuschleusen. Tatsächlich sind die Martins davor, sich in Vampire zu verwandeln. Das Anwesen wird von den ebenfalls vampirischen Augers bevölkert, die in der nun anbrechenden Nacht Jagd auf die Teenager machen. Der weitere Verlauf und Ausgang der Nacht wird vom Spieler (auch bekannt als „Control“) mitbestimmt, der anhand der Kameras und Fallenkontrolle die Teenager gegen die Augers unterstützen kann.

## Spielprinzip
In Night Trap muss der Spieler acht Zimmer (Erdgeschoss, Küche, Diele, Wohnzimmer, Bad, Schlafzimmer, Flur im Obergeschoss, und Auffahrt) im Lakehouse mit versteckten Überwachungskameras beobachten.
Das gesamte Spiel findet innerhalb von 26 Minuten statt, in denen Spieler die Augers lokalisieren und zum richtigen Zeitpunkt fangen müssen. Wenn die Augers in der Nähe der Falle sind, erscheint ein Zähler auf dem Bildschirm, wobei die Werte von grün bis rot schwanken. Wenn der Zähler rot ist, kann die Falle geborgen werden. Auch wenn nicht alle 95 Augers gefangen werden konnten, gibt es, um das Spiel zu vervollständigen, wesentliche Plot-Points und das Versäumnis, die Fallen zu aktivieren führt zu einer Endsequenz. Fallen können auch verwendet werden, um bestimmte andere Zeichen in bestimmten Momenten zu erfassen.
Die Fähigkeit, Fallen zu aktivieren, wird durch das Codewort-System veranlasst, bei dem alle Fallen gemeinsam einem einzigartigen Codewort unterliegen, das Änderungen im Verlauf des Spiels hervorruft. Benutzt der Spieler jedoch ein falsches Codewort, so kann man die Fallen nicht mehr aktivieren. Wenn der Spieler alle Bedrohungen ohne Verluste erledigt hat, erzielt er ein perfektes Ende.

## Entwicklung
Entwickelt wurde Night Trap von Digital Pictures und von Sega am 15. Oktober 1992 für das Sega Mega-CD sowie 1994 für das Sega 32X veröffentlicht. Ebenfalls 1994 brachte Virgin Interactive das Spiel für den 3DO und Digital Pictures für MS-DOS und Mac OS heraus.
2014 bemühten sich ehemalige Entwickler des Spiels um eine erneute Veröffentlichung. Dabei initiierten sie unter anderem eine Crowdfunding-Kampagne, die ihr Finanzierungsziel jedoch nicht erreichte. Zum 25-jährigen Jubiläum erhielt das Spiel mit Hilfe des Entwicklerstudios Screaming Villains und des Distributors Limited Run Games schließlich eine überarbeitete Neuauflage für PlayStation 4 und Windows, 2018 auch für die Switch und PlayStation Vita. Eine Version für Xbox One war angekündigt, erschien letztlich aber nie.

## Rezeption
„Night Trap bietet Euch ein wenig Futter für die Spannerseele, eine freakige Story, passable Spielbarkeit und ein interessantes Spielprinzip. Eignet sich allerdings nur für Lebensretter mit fortgeschrittenen Englischkenntnissen, also auch nicht für ganz kleine CO-Fans!“

“The acting's bad, the plot's cheesy, the effects are funny and the sexy bits aren't sexy. Brilliant!”

„Die Schauspielleistung ist schlecht, die Handlung billig, die Effekte sind lustig und die sexy Szenen sind nicht sexy. Brilliant!“

Das Spiel war aufgrund seiner realistisch dargestellten Form von Gewalt (neben Mortal Kombat, Lethal Enforcers und Doom) sowie der Darstellung leicht bekleideter Teenagerinnen eines der Spiele, über die 1993 in einer US-Senatsanhörung zum Thema Videospielgewalt debattiert wurde. Teilweise war dies einem ungenauen Blick auf das Spiel geschuldet, indem behauptet wurde, der Spieler könne entweder die Mädchen von Todesfallen fernhalten oder aber, was nicht zutraf, den Augers helfen, die Mädchen umzubringen. Dies führte zur Gründung des Entertainment Software Rating Boards (ESRB).